# 乌特沃
乌特沃，是西班牙阿拉贡自治区萨拉戈萨省的一个市镇。 总面积18平方公里，总人口11896人（2001年），人口密度661人/平方公里。